# Fradl Sztok
Fradl Sztok, także Fradel Sztok, Frances Zinn (ur. 1888 w Skale Podolskiej, zm. 31 grudnia 1952?) – żydowska poetka i pisarka tworząca w jidysz i po angielsku.

## Życiorys
Urodziła się w 1888 roku w Skale Podolskiej w rodzinie Szimona i Diny Sztoków, lecz została wychowana przez ciotkę. W 1907 roku wyjechała do Stanów Zjednoczonych. Zadebiutowała trzy lata później, publikując poezję i prozę. Należała do środowiska grupy literackiej Di Junge. W swoich tekstach wprowadzała innowacje poruszając kwestie żeńskiego erotyzmu. Według Ezry Kormana Sztok była „pierwszą poetką, która w swych wierszach odziała uczucia w ciało oraz krew miłości”. Jej twórczość ukazywała się w istotnych publikacjach środowiska żydowskiego Nowego Jorku, m.in. w Dos Naje Land: a Zalmbuch far Literatur un Wisenszaft (1911–1912) pod redakcją Awroma Rajzena, czy zbiorze Di naje hem. Ersztes zamelbuch (1914). W latach 1913–1915 jej wiersze ukazywały się na łamach „Di Fraje Arbeter Sztime”, a w latach 1915–1916 była najczęściej publikowaną poetką w czasopiśmie „Di Glachhejt”, współpracowała także z „Der Tog” i „Forwerts”. 
3 stycznia 1918 wychodzi za mąż za fotografa Samuela (Simchę) Zinna (przyjmując jego nazwisko), jednak po pięciu latach małżeństwo rozwiodło się. W 1919 roku ukazał się jej zbiór opowiadań Gezamelte ercejlungen („Opowiadania zebrane”), w którym poruszony został temat kobiecej seksualności i tłumionych pragnień. Była to ostatnia publikacja książkowa Sztok w jidysz, choć współczesne opracowania naukowe na temat jej życia dowodzą, że nie porzuciła całkowicie pisania w jidysz. Możliwe, że przestała publikować pod wpływem negatywnych recenzji Arona Lejelesa i Moissaje Olgina, choć w późniejszych latach pojawiła się pozytywna recenzja zbioru autorstwa Melecha Rawicza. Żadna z negatywnych recenzji nie poruszyła kwestii nowatorskiej treści opowiadań. 
W 1927 roku ukazała się debiutancka powieść Sztok po angielsku pt. Musicians Only. Choć zniknęła z jidyszowej sceny literackiej na początku lat 30., w 1942 roku opublikowano jej opowiadanie A sojcher fun fel na łamach „Forwerts”. W 1930 roku Rachela Auerbach napisała o Sztok: „[i]nteresująca, mądra pisarka, dojrzały, wspaniały talent rozbłysnął i tak szybko zgasł” i zastanawiała się, czy przyczyna jej milczenia leżała w uwarunkowaniach literatury jidysz, czy wynikała z płci autorki. Według Joanny Lisek postać Sztok „stała się legendą i traktowana jest jako exemplum sytuacji pisarek w męskim imperium literackiego światka”. 
Nie ma pewności co do dalszych losów Sztok. Do do niedawna uważano, że pisarka zmarła w 1958 roku, jednak badaczka literatury jidysz (oraz tłumaczka twórczości Sztok) - Allison Schachter odkryła, że – po raz kolejny – pomylono osoby i pisarkę ponownie przedwcześnie uśmiercono. Dzięki odtajnieniu części dokumentów i wprowadzeniu ich do domeny publicznej możliwa była rekonstrukcja biografii. Według najnowszych źródeł wiemy, że Sztok zmarła w Rockland State Hospital w 1990 roku. 
Jej twórczość pojawiła się w takich antologiach, jak Antologie. Finf hundert jor jidisze poezje pod redakcją Mojszego Basina (1917), Klejne antologie fun der jidiszer lirik in Galicje. 1897 biz 1935 (1936), The Tribe of Dina: A Jewish Women’s Anthology (1989), Found Treasures: Stories by Yiddish Women Writers (1995), czy Moja dzika koza. Antologia poetek jidysz (2018). 
Poetka Irena Klepfisz poświęciła Sztok wiersz pod tytułem Fradl Sztok. 